# كابروني كا.314
كابروني كا.314 (بالإنجليزية: Caproni Ca.314)‏ هي طائرةٌ إيطاليَّة، صنعتها شركة كابروني للطائرات، وكان أول تحليقٍ لها في 1940.